# استفانو رولی
استفانو رولی (ایتالیایی: Stefano Rulli؛ ‏ تلفظ ایتالیایی: [ˈsteːfano ˈrulli]؛ ‏ زادهٔ ۳ اکتبر ۱۹۵۰) فیلم‌نامه‌نویس اهل ایتالیا است. وی از سال ۱۹۷۵ میلادی تاکنون مشغول فعالیت بوده‌است.
از فیلم‌ها یا برنامه‌های تلویزیونی که وی در آن نقش داشته‌است، می‌توان به تا ابد مری، دیوار لاستیکی، بچه‌های دزدیده‌شده، آتش‌بس، بهترین دوران جوانی، پس از تولد دیگر نمی‌توانی پنهان شوی، برادرم تنها فرزند است، زندگی ما، سوبورا، پاپ جوان، مینو و کد مرگبار اشاره کرد.